# Fandom de Harry Potter

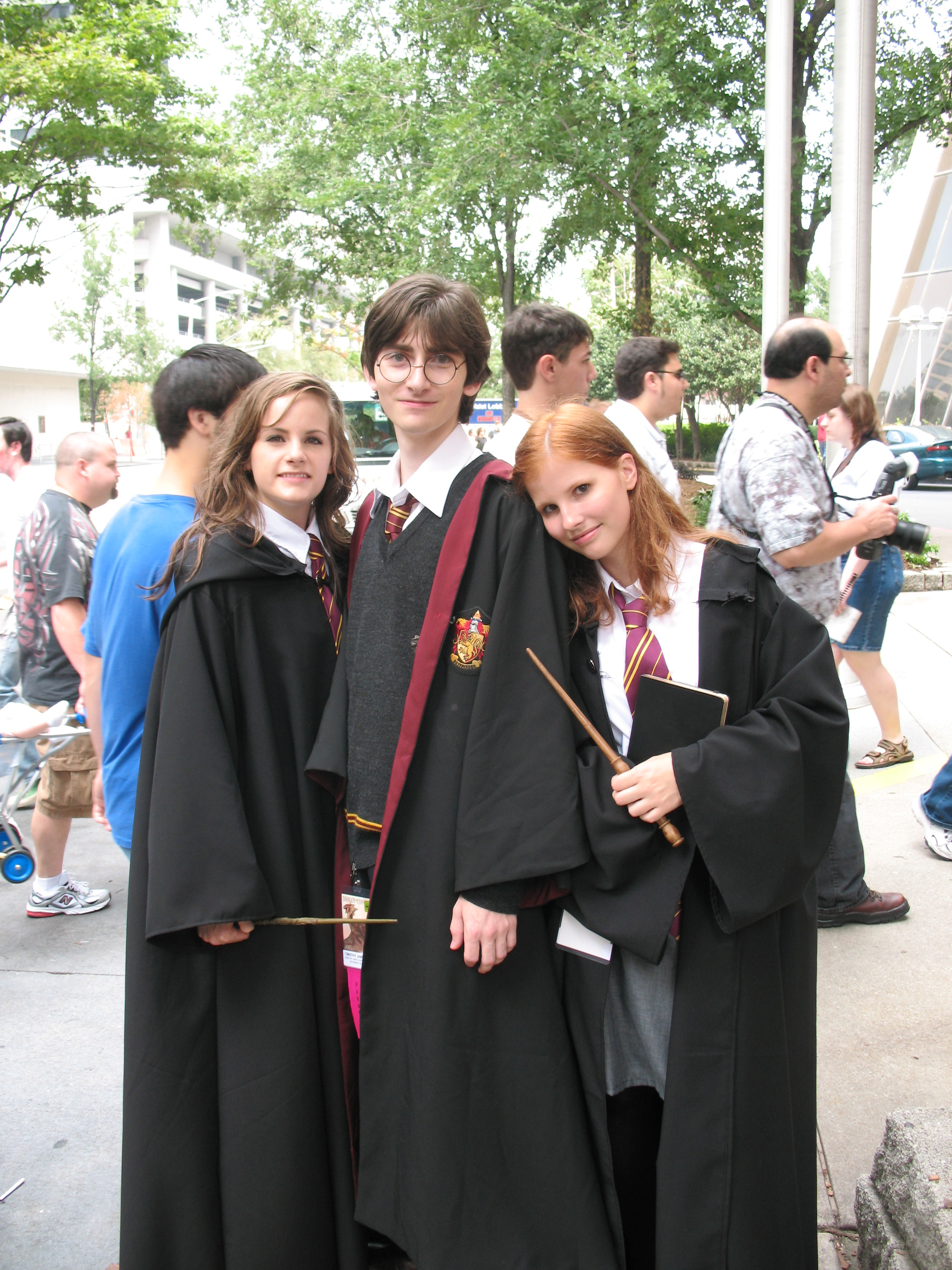
Fãs de Harry Potter usando as vestes do uniforme de Hogwarts.

O fandom de Harry Potter é uma comunidade informal e internacional unida pela série Harry Potter. A comunidade da fandom consiste numa grande variedade de coisas, incluindo sites e fanfics.

## Enciclopédiasonline
Muitas enciclopédias online contém grandes quantidades de informação e especulações sobre Harry Potter. Os administradores desses sites trabalham, algumas vezes com a ajuda de milhões de fãs de diversas partes do mundo, para construir bancos de dados interconectados sobre os livros e filmes de Harry Potter. Alguns sites tendem a seguir o Canon, enquanto outros encorajam a especulação e o debate sobre o que virá nos futuros livros e filmes.
Exemplos destes incluem The Harry Potter Lexicon, o qual J. K. Rowling admite usar para refrescar a sua memória sobre eventos passados nos livros.
A maior e mais completa enciclopédia da atualidade é o site Pottermore lançado pela autora em parceria com a Sony e demais empresas. Através desta ferramente, é possível passear pelos capítulos dos livros e receber conteúdo exclusivo sobre personagens, locais e objetos.

## Fan fiction (Ficção de Fãs)
Há muitas fan-fics na Internet que envolvem Harry Potter ou outros personagens dos livros. Alguns fãs usam os canons (eventos já ocorridos na série) estabelecidos nos livros para escrever histórias dos acontecimentos passados e futuros no mundo Harry Potter. Outros escrevem histórias com pouca relação aos livros, além dos nomes dos personagens e das características dos lugares onde se passam as cenas.
J. K. Rowling presta atenção a estas obras dos fãs. Quando perguntada sobre o assunto, diz: "Eu tenho lido algumas obras. Eu sinto-me lisonjeada pelas pessoas gostarem tanto dos personagens". Ela, em geral os apoia, mas tem pedido aos sites que evitem fan-fics de conteúdo adulto, e para que os protejam contra o acesso por menores de idade.
No meio de tantas, têm aparecido algumas que são negativas. Estas retratam Harry Potter com uma atitude negativa. Algumas são modeladas a partir da paródia de Barry Trotter.
Além de sites dedicados à publicação de fanfics, tornou-se também comum, entre os fãs de Harry Potter, a criação de blogs ou sites dedicados a fanfics interativos, uma espécie de cruzamento entre fanfic e RPG. As personagens destes blogs são usualmente personagens originais (inventados), que seguem uma história paralela, tomando emprestadas algumas situações e personagens descritas na obra original e também acompanhando a sua cronologia. Cada autor controla uma personagem e os rumos da história são discutidos em fóruns e e-mails. O blog pioneiro deste gênero foi o brasileiro "Expresso Hogwarts", dedicado a fanfics inspiradas pela obra de J. K. Rowling, fundado no dia 13 de Junho de 2003. Outros blogs de destaque são os brasileiros "Accio Cerébro", "Magic Spell" e o "Floreios e Borrões" (este último uma secção do site Potterish). Em Portugal, o primeiro blog a surgir foi o "Hidden Prophecy", e no Uruguai, temos "Hogwarts, una historia paralela".
O mais novo blog de "Fanfictions" baseado no universo de Harry Potter é o "Travessa do Tranco". O Blog conta a historia original escrita por J.K. Rowling vivida por outros personagens (originais do blog), mas sem alterar a historia verdadeira. O Travessa do Tranco está em seu primeiro ano, baseado em "Harry Potter e a Ordem da Fênix".

## Eventos
Como qualquer comunidade de fãs, o fandom de Harry Potter tem muitos eventos. Podemos citar Accio 2005, Nimbus 2003, Magic for Muggles: A Harry Potter Experience (Magia para Trouxas: Uma experiência de Harry Potter), Convention Alley (Beco da Convenção), e, mais recentemente, The Witching Hour in Salem, Massachusetts(A hora da Bruxaria). Um outro evento chamado Lumos aconteceu em Julho, em Las Vegas, cujos ingressos já estavam esgotados desde Fevereiro. Em Copenhaga, na Dinamarca, também em Julho, aconteceu o Patronus 2006. Ao contrário do que acontece nos demais fandoms, os eventos de Harry Potter não se baseiam apenas nas atividades ligadas aos fãs (como concurso de cosplay), mas também entram na parte especulativa, discussões, aulas fictícias, Clube dos Duelos e muito mais.
No Brasil, podemos ressaltar os eventos do eixo Rio-São Paulo:
(Ano: Nome do Evento - Data - Local - Organizadores.)
2003: PotterRio 1 - Rio de Janeiro.
2004: PotterRio 2 - 19/06 - Rio de Janeiro.
2004: Baile de Halloween do Fandom - 1/11 - Rio de Janeiro.
2004: Pottercon 1 - 18/12 - São Paulo.
2005: Hogwarts in Rio - 29/01 - Rio de Janeiro.
2005: Fan Fiction Festival - 22/04 - São Paulo.
2005: PotterRio 3 - Rio de Janeiro.
2005: Pottercon 2 - Nov. - São Paulo.
2005: Baile de Halloween 2.
2006: Baile de Inverno PotterSampa - 02/07 - São Paulo - PotterSampa.
2006: Baile de Inverno Hogfriends - 08/07 - São Paulo - Hogfriends.
2006: Convenção Hogfest - 24/09 - São Paulo - Hogfriends.
2006: Baile de Halloween 3.
2006: Halloween em Hogwarts - 11/11 - São Paulo - Hogfriends.
2006: 1º EP3V - Mapa do Maroto - 16/12 - Campinas - P3V.
2007: Convenção PotterSampa 2007 - 29/04 - São Paulo - PotterSampa.
2007: Hogwarts for Muggles - 06/05 - Rio de Janeiro - AEx.
2007: Convenção Hogfest - 16/06 - São Paulo - Hogfriends.
2007: Arraial EP3V - Unindo as Casas - 23/06 - Americana - P3V.
2008: Marca Negra Evento - 12/07 - Campinas - Comensais.
2007: Baile de Inverno PotterSampa - 25/08 - São Paulo - PotterSampa.
2007: Halloween em Hogwarts - 27/10 - São Paulo - Hogfriends.
2008: Convenção PotterSampa 2008 - 01/06 - São Paulo - PotterSampa.
2008: Baile "O Casamento de Gui e Fleur" - 06/12 - Campinas - Comensais.
2008: Balada P3V - In Memoriam - 13/12 - Campinas - P3V e Convidados.
2009: Comensais: O retorno - 25/07 - Campinas - Comensais.
2009: Um diferente Halloween em Hogwarts - 31/10 - Campinas - Comensais.
2009: Convenção PotterSampa 2009 - 25/10 - São Paulo - PotterSampa
2011: Convenção PotterSampa e Baile de Inverno 2011 - 19/06 - São Paulo - PotterSampa
Devido a problemas internos, a organização do PotterRio desfez-se, após a realização do PotterRio 3. O mesmo ocorreu com o Pottercon, em São Paulo.
Em outros lugares, Brasil a fora, também acontecem eventos, geralmente muito menores. O mais comum é "chamar o pessoal" para ir à estreia do novo filme ou ao lançamento do novo livro, e aí todos combinam de se caracterizar e o encontro ocorre, sem muita organização ou programação. Na maioria das capitais há pequenos grupos que organizam atividades como Quizz ou concursos diversos para esses encontros "não-organizados", na frente de cinemas ou livrarias. Então, simplesmente, tudo acontece. Alguns fã-clubes, como Hogfriends, Comensais, PotterSampa, Trato das Criaturas Mágicas, Brasão de Hogwarts, Incantatem, Portal 3 Vassouras e Magic Potter, organizam grandes festas de lançamentos junto a livrarias e cinemas.

## Osships
O fandom de Harry Potter é conhecido internacionalmente pela ferocidade dos seus debates (que frequentemente viravam brigas) sobre shippers, ou seja, pelos diferentes pontos de vista em relação aos interesses amorosos dos personagens. O fandom é dividido, há tempos, entre diferentes grupos, cada um defendendo um tipo de par. Muito frequentemente, as discussões transcendem os sites e os fóruns, com as discussões continuando - e repetindo-se. O principal ponto de discórdia entre os shippers é se Hermione deveria se envolver com Harry ou com Ron, assim como o próprio futuro romântico de Harry.
Muitas vezes, os shippers que não contradizem os outros são unidos em torno de uma única teoria. Por exemplo, majoritariamente, os defensores do casal Rony/Hermione (R/Hr) são também defensores do casal Harry/Gina (H/G), e isso expande-se, incluindo outros shippers defensores do casal Gui/Fleur, conhecido internacionalmente como OBHWF - One Big Happy Weasley Family (Uma grande e feliz família Weasley). No caso dos defensores do casal Harry/Hermione (H/H), incluir-se-iam os shippers defensores dos casais Ron/Luna (R/L) ou Neville/Gina (N/G). Outros shippers populares no fandom incluem defensores dos casais Draco/Hermione, Draco/Gina, Harry/Luna, Harry/Draco, Lupin/Tonks e Sirius/Lupin (sim, isso mesmo! Trata-se de Slash, e isso será tratado mais tarde).
Para exemplificar a intensidade dos debates entre shippers, uma das mais populares escritoras de fanfic do fandom internacional, Cassandra Claire, declarou que queimaria os seus livros caso Hermione ficasse com o Ron.
Quando, no 6º livro, Harry se interessa por Gina, os debates se converteram na ambiguidade dos acontecimentos, algumas discussões pessoais e controvérsias a respeito de como J. K. Rowling teria lidado com o relacionamento entre os dois. Ao mesmo tempo, J. K. Rowling confirmou publicamente que o interesse de Hermione era por Ron e não por Harry, o que deveria por um fim às discussões entre shippers.
Pouco antes do lançamento de "Harry Potter e o Enigma do Príncipe", J. K. Rowling surpreendeu o fandom, demonstrando que tinha um extenso conhecimento da cultura shipper relacionada a Harry Potter, admitindo ter ficado surpresa quando descobriu as discussões online sobre shippers. Também se declarou impressionada com a maneira com que algumas pessoas se dedicavam apaixonadamente a relacionamentos que elas sabiam que não estariam na série. Ao mesmo tempo, Rowling parece ter parodiado as discussões do fandom sobre shippers nos seus livros, quando, no Enigma do Príncipe, Harry e Hermione aparecem discutindo a possibilidade de um relacionamento entre Filch e Madame Pince.

A autora sempre tratou o assunto com humor, inclusive alfinetando sobre a intensidade das brigas entre shippers, enquanto descrevia como ela havia entrado em contato com Emerson Sparts (fundador do MuggleNet), para que fizesse uma entrevista com ela:
"Eu fiquei preocupada que o Emerson, que não estava esperando absolutamente nada, simplesmente desligasse na minha cara; enquanto eu ouvia os passos do pai dele indo chamá-lo, eu tentava pensar numa forma de provar que era realmente eu, e não um Harry/Hermione shipper bravo tentando o levar para um beco escuro."
A maior controvérsia entre os shippers também foi resultado da mesma entrevista, conduzida por Emerson Spartz e Melissa Anelle (diretora editorial do The Leaky Cauldron), na qual Spartz chamou os fãs de Harry/Hermione de iludidos. Mais tarde, ele teve que fazer um post explicativo no Muggle.Net.
"Ela não poderia ter sido mais clara. O meu comentário não estava direcionado às pessoas que reconhecem que o casal Harry/Hermione era uma possibilidade distante, mas amavam a ideia dos dois juntos. Era dirigido aos "militantes" shippers, que insistiam que havia factos que tornavam a união óbvia, e que os demais eram cegos em não ver. Vocês eram iludidos. vocês viam o que queriam ver e não podem culpar ninguém por isso a não ser vocês mesmos."
Este incidente causou grande revolta entre os shippers defensores do casal Harry/Hermione, que ameaçaram devolver as suas cópias do 6º livro e boicotar os futuros livros de Harry Potter. As declarações levaram a uma enxurrada de criticas sobre Spartz, Anelli e até mesmo sobre a autora. O conflito após essa entrevista foi o pico da discussão sobre os shippers no fandom, e provavelmente do fenómeno shipper em geral, chegando a obter cobertura da grande mídia.
No Brasil, as discussões entre shippers eram mais diretamente ligadas aos casais R/H x H/Hr, e tiveram o seu ápice após o lançamento do 5º livro. Os fóruns de discussão, especialmente os de sites relacionados a fanfic como o Aliança 3 Vassouras, recebiam enxurradas de mensagens sobre o assunto. Muitos fóruns criaram secções separadas para os shippers, na tentativa de evitar brigas. Além de discussões em tópicos, as rixas entre os dois shippers eram estimuladas por banners e bottons nas assinaturas dos usuários. Os H/Hr eram conhecidos como a família mais unida. Muitos dos seus membros também eram conhecidos como "Família Coelho" em virtude de duas pessoas "casadas" (Sirius Black e Larissa Potter) terem a mania de adotar toda e qualquer pessoa que queria fazer parte da "família", havendo épocas em que eles tinham mais de 30 filhos.
As brigas entre os shippers no Brasil serviram de inspiração para a criação de uma história em quadrinhos online, chamada de "A guerra dos Shippers".
Outra curiosa briga de Shippers veio à tona depois do lançamento do último livro, quando os defensores do casal Sirius/Lupin (mais conhecido pelos fãs como Wolfstar) ganharam novos rivais; depois que o casal Lupin/Tonks tornou-se Cannon, o shipper ganhou muitos adeptos, que geralmente atacam os adeptos do casal Sirius/Lupin, por não aceitarem a possibilidade de um relacionamento homossexual entre os dois personagens.
Outro shipper atualmente tão, ou mais popular que Sirius/Lupin é o famoso Harry/Draco conhecido por Drarry. O sexto livro é conhecido pelo fandom como a biblia de Drarry pois Harry apresenta uma séria obsessão por Malfoy que os fãs classificam por "descoberta do amor".
Após o lançamento de Harry Potter e a Criança Amaldiçoada em 2016, novos ships surgiram no universo de Harry Potter. O mais conhecido entre os leitores é Scorbus, ship entre Alvo Severo Potter e Escórpio Hyperion Malfoy.   Outro também muito conhecido é Scorose, entre Escórpio e Rose Weasley.

## Fan art (Arte dos Fãs)
Alguns sites hospedam milhares de fanarts, criados por uma grande variedade de artistas de muitas origens e níveis de habilidade. São desenhos, pinturas e outros tipos de arte, baseadas nas histórias, personagens, universo, etc, de Harry Potter. Fãs também têm criado vídeos musicais relativos aos livros da série e seus personagens.

## Podcast
Existem dois proeminentes podcasts sobre Harry Potter, que foram listados no iTunes e Podcast e ainda apresentam altas notas dos usuários. Ambos são derivados dos dois maiores sites de fãs de Harry Potter, Mugglenet e The Leaky Caudron. Uma inscrição gratuita pode ser obtida através do iTunes.
- MuggleCast – apresentado por Andrew Sims, Micah Tannenbaum, Bem Schoen, Laura Thompson e outros membros rotativos do Mugglenet.
- PotterCast – Um podcast semanal, apresentado por Melissa Anelli, John Noe, e Sue Upton do The Leaky Cauldron.
- Leaky Mug – um podcast conjunto, feito por PotterCast e MuggleCast.

Um podcast ao vivo, pela Leaky Mug, ocorreu na estreia de "Harry Potter e o Cálice de Fogo", em Nova Iorque, em Novembro de 2005. O próximo podcast para o Lumos Simpósio de 2006, teve lugar em Las Vegas, Nevada.
- Rádio Patrono - A primeira rádio virtual em português. Foi criada por fãs brasileiros.
- ArmadaCast - O Podcast mais recente do brasil.

De momento, em Portugal existe o PotterNewsCast, um podcast mensal do site PotterNewsPT.

## Música
Wizard rock é um movimento musical começado em 2002, que consiste num número de bandas formadas por jovens músicos, tocando músicas sobre assuntos da série. As letras são normalmente humorísticas e simples, e muitas bandas escrevem músicas do ponto de vista de um personagem particular dos livros, normalmente o personagem que dá o nome à banda.
Quando se apresentam ao vivo, também podem fazer um cosplay do personagem. Ainda que muitos fãs da música sejam também fãs da série, algumas bandas atraem ouvintes fora do universo de fãs de Harry Potter. O Wizard rock tem recentemente se tornado mais profundo e refinado.
"Harry and the Potters" foi a primeira banda do género, mas inspirou outras bandas como "Draco and the Malfoys", "The Whomping Willows", "The Dark Markers", "Cousin Wizardface", "The Hungarian Horntails", "Bella's Love", "The Prisoners Of Azkaban" e "Ginny e os Weasleys".

## RPG Online
A nova mania dos fãs de Harry Potter é o RPG Online, uma adaptação do jogo de cartas que recebe o mesmo nome. Nele, os usuários, denominados por eles mesmos como players, controlam personagens, persons, criando histórias e situações que se assemelham às dos livros.
Alguns Fóruns ou Chats onde os RPG's estão hospedados aceitam apenas personagens criados por J.K. Rowling, enquanto outros aceitam personagens chamados de originais, ou seja, criados pelo jogador.
Uma história paralela é criada, mas sempre tendo por base a de J.K. Rowling, tanto em lugares, artigos, animais, como em todos os outros aspectos. Pode-se desenvolver uma história contando o "passado", o "presente" ou o "futuro" das histórias de Harry Potter.

## PotterBest
O PotterBest é uma premiação brasileira, baseada na ideia do Prêmio iBest, que ocorre anualmente e visa eleger os melhores websites brasileiros voltados à série Harry Potter, divididos em várias categorias. Existem duas modalidades de premiações: os melhores sites eleitos pelo voto popular (qualquer pessoa pode votar) e o voto de um júri, composto por websites de grande destaque. A premiação foi rapidamente aceita pelos fãs e candidatos.